# سياسة غذائية

قمح

تعتبر السياسة الغذائية هي مجال السياسة العامة فيما يتعلق بكيفية إنتاج الغذاء ومعالجته وتوزيعه وشرائه، وقد صممت السياسات الغذائية للتأثير على تشغيل نظام الأغذية والزراعة. ويشمل ذلك في كثير من الأحيان صنع القرار حول تقنيات الإنتاج والتصنيع والتسويق والتوافر والاستخدام والاستهلاك الغذائي، وذلك من أجل تحقيق الأهداف الاجتماعية أو تعزيزها. يمكن إصدار سياسة الغذاء على أي مستوى، سواء كان المستوى محلي أو عالمي، وسواء من خلال وكالة حكومية أو شركة أعمال أو منظمة، يشارك صناع السياسات الغذائية في أنشطة مثل تنظيم الصناعات المرتبطة بالأغذية، ووضع معايير الأهلية لبرامج المساعدات الغذائية للفقراء، وضمان سلامة الإمدادات الغذائية، ووضع الملصقات الغذائية، وحتى مؤهلات المنتج كي يعتبر مادة عضوية
تبدأ معظم السياسات الغذائية على المستوى المحلي لأغراض ضمان إمدادات غذائية آمنة وكافية للمواطنين. وفي الدول النامية، هناك ثلاثة أهداف رئيسية لسياسة الغذاء: حماية الفقراء من الأزمات، لتطوير أسواق طويلة المدى تعزز من كفاءة استخدام الموارد، وزيادة الإنتاج الغذائي الذي سيؤدي بدوره إلى زيادة الدخل.
تشتمل السياسة الغذائية على الآليات التي تتعامل بها الحكومات مع المسائل المتعلقة بالأغذية، بما في ذلك الهيئات أو الشبكات الدولية والمؤسسات العامة أو المنظمات الخاصة. وغالبًا ما يتحمل المنتجون الزراعيون عبء رغبة الحكومات في إبقاء أسعار المواد الغذائية منخفضة بشكل كافٍ بالنسبة لسكان الحضر المتنامية. فيمكن أن تكون الأسعار المنخفضة للمستهلكين مثبطة للمزارعين لإنتاج المزيد من الغذاء، مما يؤدي في كثير من الأحيان إلى الجوع وآفاق التجارة الضعيفة والحاجة المتزايدة إلى الواردات الغذائية.
وفي بلد أكثر تقدما مثل الولايات المتحدة يجب النظر إلى سياسة الغذاء والتغذية في سياق الشواغل الاقتصادية الإقليمية والوطنية والضغوط البيئية والحفاظ على شبكة الأمان الاجتماعي وتشجيع المشاريع الخاصة والابتكار وهيمنة المنظور الزراعي علي أصغر وأكبر المزارع آلية. وتسعى البلدان الصناعية إلى ضمان حصول المزارعين على دخل مستقر نسبيًا على الرغم من التقلبات في الأسعار والعرض والأحداث الجوية المعاكسة. يتم تمرير تكلفة دعم دخل المزرعة إلى المستهلكين في شكل ارتفاع أسعار المواد الغذائية.

## التاريخ

### تاريخ السياسة الغذائية داخل الحكومة الفيدرالية بالولايات المتحدة
بدأ تاريخ السياسة الغذائية في الولايات المتحدة في ثمانينات القرن التاسع عشر مع تنفيذ السياسات من قبل وزارة الزراعة الأمريكية. وفي عام 1883 تم تعيين دكتور هارفي ويلي رئيسًا للكيمياء في وزارة الزراعة الأمريكية والذي كرس ويلي مسيرته المهنية لرفع الوعي العام بالمشكلات المتعلقة بالغذاء المغشوش ووضع معايير لعمليات تجهيز الأغذية والحملات من أجل تفعيل قانون الغذاء والدواء النقي والمعروف أيضًا باسم «قانون ويلي»، وخلال معظم فترة الثمانينيات من القرن التاسع عشر ناقش صانعو السياسة كيفية التعامل مع الماشية المريضة التي يجري استيرادها إلى الولايات المتحدة أو تصديرها من الولايات المتحدة، وفي عام 1884 تم إنشاء مكتب وزارة الزراعة الأمريكية بغرض ضمان عدم استخدام الماشية المريضة كغذاء وفي عام 1890 تم أيضًا اتهام مكتب وزارة الزراعة الأمريكية بشأن اختبار اللحوم التي يتم تصديرها من الولايات المتحدة وضمان أنها خالية من الأمراض في عام 1906و تم التوقيع على قانون الأغذية والأدوية الصرفة والقانون الفيدرالي لفحص اللحوم، وكلاهما يمنع إنتاج وبيع الأغذية المغشوشة أو المسيئة للأسهم إذ يركزقانون الأغذية النقية والدواء على الأطعمة العامة ويركز القانون الفيدرالي لفحص اللحوم على اللحوم.
أعيد تنظيم مكتب الكيمياء الذي كلف بتنفيذ قانون الأغذية والأدوية النقية في عام 1927 ليصبح إدارة الأغذية والأدوية والمبيدات الحشرية، وفي النهاية أصبحت تسمى إدارة الغذاء والدواء في عام 1931، وفي 1938 تم تمرير القانون الفيدرالي للأغذية والأدوية ومستحضرات التجميل من قبل الكونغرس، مما أعطى سلطة لإدارة الأغذية والأدوية لوضع معايير سلامة الغذاء. وأعيد تنظيم إدارة الأغذية والأدوية لتصبح تحت إشراف وزارة الصحة والخدمات الإنسانية في عام 1940.ثم تم تمرير قانون التسويق الزراعي في عام 1946 مما سمح بفحص الحيوانات الغريبة والحيوانات البرية على أساس الدفع لكل حالة، وإعطاء وزارة الزراعة الأمريكية لديها سلطة التفتيش والتصديق وتحديد فئة ونوعية وحالة المنتجات الزراعية.
في عام 1953و مع إعادة تنظيم واسعة النطاق في وزارة الزراعة الأمريكية، ألغي مكتب وزارة الزراعة الأمريكية ومكتب الألبان من بين مكاتب أخرى، ونقلوا واجباتهم إلى دائرة البحوث الزراعية، ثم تم إصدار قانون التفتيش على منتجات الدواجن في عام 1957. والذي يضمن أن منتجات الدواجن التي يتم شحنها في التجارة بين الولايات وكذلك تلك المنتجات التي يتم استيرادها إلى الولايات المتحدة يتم تفتيشها باستمرار من أجل الأمراض، وأن ملصقات المنتجات دقيقة، وفي عام 1958 تم تعديل قانون الأغذية والأدوية ومستحضرات التجميل لعام 1938 ليشمل تعديل المضافات الغذائية، معالجةً للمخاوف من المخاطر غير المرئية للمواد الكيميائية المضافة إلى الأطعمة، كما تم إصدار قانون طرق الذبح الإنساني عام 1958، وفي عام 1978 تم تعديل هذا القانون لضمان أن جميع اللحوم التي تم فحصها من قبل دائرة سلامة الغذاء والتفتيش لاستخدامها في الاستهلاك البشري تم ذبحها بطريقة إنسانية.
في عام 1965 أدت إعادة تنظيم خدمة المستهلك والتسويق إلى إجراء التفتيش على اللحوم والدواجن الفيدرالية في برنامج واحد، وفي عام 1967 عدّل قانون اللحوم الصالحة قانون تفتيش اللحوم الفيدرالية، وفي عام 1968 عدّل قانون الدواجن النافع فحص الدواجن ومنتجاتها، وكلاهما يتطلب من الدول إجراء برامج تفتيش على الأقل صارمة مثل عمليات التفتيش الفيدرالية. أما قانون تفتيش منتجات البيض والذي صدر في عام 1970 فيضمن الفحص المستمر لمعالجة منتجات البيض. وفي عام 1995 تولت إدارة سلامة الأغذية والتفتيش هذه المهمة، وتحمّلت إدارة الغذاء والدواء المسؤولية عن منتجات قشر البيض. وفي عام 1977 بعد عدة تغييرات في التنظيم، تم إنشاء خدمة سلامة الأغذية والجودة، والتي أعيدت تسميتها إلى إدارة سلامة الأغذية والتفتيش في عام 1981 لأداء تصنيف اللحوم والدواجن.
بعد تفشي بكتريا المتحولة القولونية في عام 1993، بدأت عمليات الفحص تعتمد بشكل أكبر على الاختبارات العلمية في مقابل عمليات التفتيش المعتادة القائمة على الحواس. فدفعت إدارة سلامة الأغذية والتفتيش البحوث الخاصة بنظم تحليل المخاطر ونقاط التحكم الحرجة. في عام 1996 تم إصدار أنظمة الحد من مسببات الأمراض / الهاسب (HACCP) مما يضمن تقليل العوامل الممرضة المسببة لذاك الفيروس على المنتجات الأولية. أما الآن في حين يجب على الصناع التأكد من أنهم يستخدمون ممارسات آمنة، فإن الحكومة هي المسؤولة في النهاية عن وضع معايير السلامة وتطبيق هذه المعايير من خلال التفتيش والتنظيم.
وبينما قد تكون دواعي قلق سلامة الأغذية قد حفزت بعضًا من أولى مبادرات السياسات الغذائية، فقد تطورت السياسات العامة حول أشكال أخرى لحماية المستهلك خلال النصف الثاني من القرن العشرين، بما في ذلك وضع الملصقات الغذائية والتوجيه الغذائي. كما ساهم دور الفقر في انعدام الأمن الغذائي فضلاً عن المخاوف الزراعية في المشهد المتعلق بسياسات الغذاء والنقاش في الولايات المتحدة في العقود الأخيرة.

### تاريخ السياسة الغذائية خارج الحكومة الفيدرالية بالولايات المتحدة
إن الوكالة الدولية الرئيسية التي تركز على السياسة الغذائية هي منظمة الأغذية والزراعة (الفاو) التابعة للأمم المتحدة والتي أُنشئت في عام 1945 بأربعة أغراض صريحة: تحسين التغذية ومستويات المعيشة في الدول الأعضاء، تحسين كفاءة إنتاج وتوزيع جميع المنتجات الغذائية والزراعية، تحسين ظروف سكان الريف وتوسيع الاقتصاد العالمي بطريقة تضمن حرية البشرية من الجوع. في عام 1974 استضافت منظمة الفاو أول مؤتمر عالمي للأغذية في روما واعتمدت «الإعلان العالمي بشأن القضاء على الجوع وسوء التغذية». وفي أعقاب ذلك، تم إطلاق العديد من الجهود العامة والخاصة من أجل فهم أفضل للمساهمين الزراعيين والاقتصاديين والاجتماعيين والمناخيين والجغرافيين السياسيين للجوع. ثم تم تأسيس منظمات مثل المعهد الدولي لبحوث السياسات الغذائية لتمويل الأبحاث المصممة لتؤدي إلى «حلول مستدامة للقضاء على الجوع والفقر» وتصدر سنويًا تقريرًا حول السياسة الغذائية العالمية. بينما يسعى واضعو السياسات إلى فهم أفضل لكيفية تحكم المبادئ الاقتصادية للعرض والطلب وكيف يؤثر العرض والطلب على الأمن الغذائي والذي تم تعريفه لأول مرة في السبعينيات على أنه «القدرة على تلبية الاحتياجات الغذائية بطريقة متسقة». على الرغم من استمرار تطور التعريف.
تتطور السياسات الغذائية مع قيام الدول بتحسين أوضاعها الاقتصادية والانتقال من اقتصاد قائم على الزراعة الريفية المنعزلة ذات الاكتفاء الذاتي إلى اقتصاد قائم على التجارة وتنمية مجموعة أوسع من السلع والخدمات المقدمة.
يؤثر التحضر والنمو السكاني وتغير الاهتمامات الصحية على الطريقة التي يتم بها التعامل مع سياسة الغذاء.
والجدول التالي المعدّل من قبل سايمون ماكسويل وريتشل سلاتر يصفان بإيجاز التحول التطوري في السياسات الغذائية على المستوى الدولي.
|                                              | سياسة الغذاء "القديمة" | سياسة الغذاء "الجديدة" |
| السكان                                       | معظمهم ريفيون | معظمهم في المناطق الحضرية |
| الوظائف                                      | معظمهم غير زراعيين | معظمهم زراعيون |
| العمالة في قطاع الأغذية                      | في الغالب في إنتاج الغذاء والتسويق الأساسي                                                                                               | في الغالب في تصنيع المواد الغذائية والبيع بالتجزئة |
| الجهات الفاعلة                               | في تسويق المواد الغذائية | تجار الحبوب |
| سلسلة التوريد                                | قصيرة - عدد صغير من الأميال الغذائية | عدد كبير من الأميال الغذائية |
| إعداد الطعام النموذجي                        | طهي الطعام غالباْ في المنزل | نسبة عالية من إعداد مسبق لوجبات الطعام |
| المواد الغذائية                              | المواد الغذائية الأساسية بدون علامة تجارية                                                                                               | الأغذية المصنعة والمنتجات ذات العلامة التجارية; المزيد من المنتجات الحيوانية                                                                                 |
| التعبئة والتغليف                             | انخفاض | ارتفاع |
| شراء المواد الغذائية                         | المحلات المحلية والمحلات التجارية والأسواق المفتوحة                                                                                      | السوق المركزي (سوبر ماركت) |
| سلامة الأغذية                                | تسمم العمال الميدانيين بـمبيدات الآفات; السموم المرتبطة بالتخزين السيئ                                                                   | بقايا المبيدات في الغذاء، الغش، السلامة البيولوجية في الأغذية المصنعة (السالمونيلا،الليستريا)                                                                |
| مشاكل التغذية                                | نقص التغذية | الأمراض الغذائية المزمنة (السمنة، أمراض القلب، السكري) |
| مشاكل المغذيات                               | المغذيات الدقيقة | الدهون؛ السكر. |
| انعدام الأمن الغذائي                         | "الفلاحون" | فقراء الحضر والريف |
| المصادر الرئیسیة للصدمات الغذائیة الوطنیة    | سوء الأمطار وصدمات الإنتاج الأخرى | السعر العالمي والمشاکل التجاریة الأخرى |
| المصادر الرئیسیة للصدمات الغذائیة الوطنیة    | سوء الأمطار وصدمات الإنتاج الأخرى | صدمات الدخل تسبب فقر الغذاء |
| سبل الانتصاف من النقص الغذائي للأسر المعيشية | شبكات الأمان، الإغاثة القائمة على الغذاء                                                                                                 | الحماية الاجتماعية، وتحويلات الدخل |
| منتديات للسياسات الغذائية                    | وزارات الزراعة، الإغاثة / إعادة التأهيل، الصحة                                                                                           | وزارات التجارة والصناعة، شؤون المستهلك؛ مجموعات ناشطة غذائية “المنظمات غير الحكومية”                                                                         |
| تركيز السياسة الغذائية                       | التكنولوجيا الزراعية والإصلاح عبر مؤسسات الأعمال المملوكة للدولة والتغذية التكميلية والغذاء مقابل العمل                                  | المنافسة والبحث عن الريع في سلسلة القيمة والبنية الصناعية في قطاع البيع بالتجزئة وأسواق العقود الآجلة وإدارة النفايات والإعلان والتعليم الصحي وسلامة الأغذية |
| المؤسسات الدولية الرئيسية                    | منظمة الأغذية والزراعة للأمم المتحدة، برنامج الأغذية العالمي، اليونيسف، منظمة الصحة العالمية، الجماعة الاستشارية للبحوث الزراعية الدولية | منظمة الأغذية والزراعة، منظمة الأمم المتحدة للتنمية الصناعية، منظمة العمل الدولية، منظمة الصحة العالمية، منظمة التجارة العالمية                              |

## السياسات الغذائية وصحة السكان في البيئة العالمية
ترتبط السياسة الغذائية بشكل عام بصحة السكان فقد كانت الأبحاث السابقة المتعلقة بنقص التغذية في البلدان النامية مهتمة بآثار ممارسات نقص الغذاء على انتشار الأمراض مثل مرض الفحول والذي يدعي بالإنجليزية (marasmus) وكواشيوركور. ومع زيادة الإنتاج الغذائي واستهلاك الأطعمة كثيفة الطاقة والحد من النشاط البدني كانت هناك زيادة في انتشار السمنة في البلدان المتقدمة وخاصة في الأسر ذات الدخل المتوسط وفي بعض البلدان النامية. وتحظى هذه القضايا باهتمام أكبر من جانب خبراء التغذية والاقتصاديين الصحيين، وذلك جزئيًا بسبب تكاليف الحياة اليومية لعلاج الحالات المصاحبة مثل السكري وارتفاع ضغط الدم. أيضًا حققت هذه السياسات مكاسب في متوسط العمر المتوقع الذي تحقق في العقود القليلة الماضية عن طريق خفض معدل الوفيات المبكرة بسبب السمنة والأمراض المزمنة.
من وجهة نظر صانعي السياسات يجب أن تحتوي الوجبات الغذائية للأسر ذات الدخل المنخفض في البلدان النامية على كميات أعلى من العناصر الغذائية مثل البروتين الغذائي والحديد والكالسيوم وفيتامين أ وفيتامين ج، فيما يتعلق
بـمتناول الطاقة الكلي. وعلى النقيض من ذلك، ينبغي أن تشجع السياسات الغذائية للبلدان المتقدمة على تقليل استهلاك الأغذية كثيفة الطاقة مثل تلك التي تحتوي على نسبة عالية من الدهون والسكريات الغذائية بينما تشجع على تناول كميات أكبر من الألياف الغذائية لتحسين الصحة.

## السياسة الغذائية في الولايات المتحدة
في الولايات المتحدة يتم اتخاذ قرارات السياسة الغذائية من قبل الجهات الحكومية على المستوى الفيدرالي والمحلي والولاية وتشمل المجالات الرئيسية للمشاركة الاتحادية في السياسات الغذائية الزراعة والمساعدة الغذائية وسلامة الأغذية والتوجيه الغذائي ووضع الملصقات. كما يتناول هذا القسم مبادرات الصناعة وعمل منظمات المناصرة التي تؤثر على السياسات الغذائية إذ يتم تطوير معظم السياسات الغذائية بشكل تدريجي في كثير من الأحيان كرد فعل على الظروف المتغيرة أو المناخ السياسي أو الاحتياجات.

### الحوكمة
تلعب جميع الفروع الثلاثة للحكومة الاتحادية دورًا في صياغة السياسة الغذائية في الولايات المتحدة.

#### السلطة التنفيذية

تم تطوير MyPlate ليحل محل الهرم الغذائي المعروف على نطاق واسع. يوضح MyPlate نسب كل مجموعة غذائية يجب أن تكون موجودة في كل وجبة.

إدارة الغذاء والدواء هي الوكالة الفيدرالية المسؤولة عن ضمان سلامة المنتجات الغذائية، باستثناء اللحوم والدواجن والبيض المعالج. تنفذ المكاتب المختلفة داخل إدارة الأغذية برنامج الوكالة الموحد للأغذية الذي يحمي ويعزز الصحة العامة من خلال الأنشطة التالية:
- ضمان سلامة الأغذية للبشر، بما في ذلك المضافات الغذائية والمكملات الغذائية، من خلال وضع معايير علمية لمنع الأمراض التي تنتقل عن طريق الأغذية وضمان الامتثال لهذه المعايير.
- ضمان سلامة العلف الحيواني وسلامة وفعالية الأدوية الحيوانية، بما في ذلك سلامة بقايا الأدوية في الأغذية البشرية المشتقة من الحيوانات.
- حماية الغذاء والأعلاف من التلوث المتعمد.
- التأكد من أن ملصقات الطعام صادقة وتحتوي على معلومات موثوقة يمكن للمستهلكين استخدامها لاختيار نظام غذائي صحي.[13]

لدي وزارة الزراعة في الولايات المتحدة مجموعة واسعة من الاهتمامات الخاصة بالسياسة الغذائية إذ تتولى دائرة سلامة وتفتيش الأغذية مسؤولية التأكد من أن الإمدادات التجارية للولايات المتحدة من اللحوم والدواجن ومنتجات البيض آمنة ومفيدة وصحيحة ومعبأة بشكل صحيح. وتركز خدمة الغذاء والتغذية على مساعدة الأطفال والعائلات المحتاجة على الحصول على التغذية السليمة من خلال برامج المساعدة الغذائية والتوعية التغذوية، فهناك برنامجان معروفان على نطاق واسع في خدمة الغذاء والتغذية هما برنامج المساعدة الغذائية التكميلية وبرنامج الغذاء الوطني للمدرسة. يعمل مركز سياسة وتعزيز التغذية على تحسين صحة ورفاهية الأمريكيين من خلال تطوير وتعزيز التوجيهات الغذائية التي تربط الأبحاث العلمية بالاحتياجات الغذائية للمستهلكين. وقد تم استخدام هرم الطعام المقبول على نطاق واسع كجزء من هذا التوجيه الغذائي، ولكن في الآونة الأخيرة تم تطوير دليل التغذية لإظهار ممارسات التغذية السليمة في إشارة إلى المكان المناس، حيث يتم تخصيص مساحة معينة من المساحة على اللوحة لـمجموعة الأغذية والكميات المتناسبة الواجب تناولها خلال كل وجبة كالفواكه والخضراوات والحبوب والأطعمة البروتينية والألبان. إذ ينظم البرنامج العضوي الوطني معايير أي مزرعة ترغب في بيع منتج زراعي على أنه منتجاً عضويًا. ولكي يتم وصف المنتجات الزراعية بالعضوية لا يجوز استخدام الأسمدة الاصطناعية أو حمأة المجاري أو التشعيع أو الهندسة الوراثية. بالإضافة إلى ذلك، يجب أن يتبع أي منتج حيواني يحمل وصفًا عضويًا إرشادات تفيد بأن الظروف المعيشية للثروة الحيوانية وممارسات الرعاية الصحية والأعلاف تتبع المواصفات العضوية.

#### السلطة التشريعية
مع السلطة على الميزانية السنوية للبلاد يلعب الكونغرس أيضا دورا في صياغة السياسات الغذائية ولا سيما حول القضايا المتعلقة بالمساعدة الزراعية والتغذية. وفي مجلس النواب لجنة الزراعة هي اللاعب الرئيسي.و في مجلس الشيوخ هي لجنة الزراعة والتغذية والغابات. تلعب أيضًا لجان الميزانية والاعتمادات الخاصة بكل منزل دورًا عندما يخضع برنامج أو سياسة لمتطلبات الإنفاق الإلزامية، وهذا يعني أن لجان الميزانية في الكونجرس يجب أن تمول بالكامل البرنامج لجميع الذين يستوفون معايير الأهلية، فإن اللجان الزراعية المعتمدة في كلا المجلسين لديها السلطة لتحديد نطاق أهلية البرامج، وتعتبر البرامج التي لا تعتبر إلزامية برامج إنفاق تقديرية والسلطة على المحصلة النهائية هي في أيدي لجان الاعتمادات لكل بيت والمكلفة بتحديد مستويات الإنفاق السنوية.

#### السلطة القضائية
شاركت المحكمة العليا الأمريكية في العديد من القرارات التي أثرت في السياسات الغذائية حول التجارة ومخاوف البراءات، سلامة الغذاء، ووضع الملصقات. وقد اقترح استخدام نظام أكثر نظامية وعدوانية لنظام المحاكم لتحدي الممارسات المرتبطة بالسمنة. ومن الأمثلة على ذلك بدء دعاوى قضائية ضد مطوري العقارات الذين لا يشملون المرافق الترفيهية في تصاميمهم، ومجالس المدارس التي تسمح بحقوق البيع الحصرية لشركات المشروبات الغازية، ومصنعي الأطعمة غير المغذية.

## عناصر السياسة الغذائية الفيدرالية

### فاتورة المزرعة
من وجهة نظر التمويل العام فإن أكبر مشروعين للحكومة الفيدرالية هما الإنفاق على المساعدات الغذائية وبرامج الدعم الزراعي، وكلاهما محكوم بهما في قانون زراعي شامل يعاد صياغته كل خمس سنوات. إن المساعدة الغذائية هي إلى حد بعيد أغلى برامج سياسة الغذاء في البلاد يليه الدعم الزراعي، ويرد أدناه وصف لدور الاهتمامات الزراعية والمساعدة الغذائية بمزيد من التفصيل.

### المخاوف الزراعية
تؤثر التدخلات الحكومية في الاقتصاد الزراعي على الكميات المنتجة وسعر الغذاء. حيث يتم استخدام عدد من الأدوات المختلفة لتحفيز المزارعين على زراعة المحاصيل وحمايتها من خلال دورات اقتصادية أو مناخية صعبة، بما في ذلك دعم الأسعار، ومراقبة العرض، ومدفوعات العجز، والمدفوعات المباشرة، والتأمين، وتوسيع الطلب. يتم تحديث فاتورة المزارع الأمريكية كل خمس سنوات، وهي تحدد نوع أدوات السياسة التي سيتم تمويلها في دورة معينة وبأي تكلفة. ومن المتوقع أن تكلف إعانات الفوائد الزراعية التي تحددها المزرعة في المقام الأول 223 مليار دولار على مدى فترة العشر سنوات من عام 2013 إلى عام 2022 وفقًا لـخدمة أبحاث الكونغرس. ويعتبر التأمين على المحاصيل هو أغلى الدعم الزراعي الفيدرالي، يليه سياسات الحفظ والدعم السلعي.
غالباً ما يسيطر الممثلون وأعضاء مجلس الشيوخ من الدول التي تتلقى نصيب الأسد من الإعانات الزراعية على لجان الزراعة في مجلسي النواب والشيوخ إذ يلعب الاقتصاد الزراعي دورًا أكبر في فهم قرارات السياسات التجارية المحلية والعالمية.يُعرف برنامج توسيع الطلب الأساسي المدعوم من الحكومة الفيدرالية من خلال وزارة الزراعة باسم برنامج فحص السلعة. وهو مسؤول عن سلسلة من الحملات الإعلانية المألوفة لزيادة الطلب على المنتجات السلعية مثل الحليب ولحم البقر ولحم الخنزير والبيض. شعارات مألوفة من هذه الحملات تشمل «هل حصلت على الحليب؟» «بورك (لحم الخنزير).اللحوم البيضاء الأخرى»؛ و «البيضة الرائعة الصالحة للأكل». فلا توجد برامج للمغادرة بالنسبة لبعض الأطعمة الصحية التي يتم إنتاجها وإنتاجها في الولايات المتحدة، بما في ذلك الدواجن والأسماك والحبوب الكاملة، والدعم التسويقي للمنتجات هو الحد الأدنى.
في العقود الأخيرة، تعرض صانعو السياسات لضغوط متزايدة لتحقيق التوازن بين مصالح الزراعة التقليدية في الولايات المتحدة والقضايا المتعلقة بـالزراعة العضوية، والأثر البيئي للزراعة، والغذاء مقابل الوقود، والمخاوف الغذائية الدولية الأمنية .

### مساعدة غذائية
إن ضمان توفير الغذاء الكافي للعائلات والأفراد الذين يعيشون في الفقر هو أيضًا محور الجهود التي تبذلها سياسة أي دولة في مجال السياسات الغذائية.ففي الولايات المتحدة تأخذ هذه المعونة في المقام الأول شكل استحقاقات شهرية محسوبة على أساس دخل الأسرة ومعدلة لبعض نفقات المعيشة القابلة للخصم وحجم الأسرة، ولا يمكن استخدامها إلا لشراء الأغذية. وقد تم تجديد البرنامج المعروف منذ عقود باسم «طوابع الطعام» وأعيدت تسميته بـبرنامج المساعدة الغذائية التكميلية في عام 2008 للإقرار بالتغيير من طوابع الطعام الورقية إلى التحويل للـمنافع الإلكترونية أو بطاقات الدفع المشفرة. وهو برنامج إنفاق إلزامي ويجب على الحكومة تعيين أموال للبرنامج كافية لتغطية الفوائد لجميع الذين يستوفون شروط الأهلية. ويأذن مشروع قانون المزارع أيضًا بتمويل برنامج المساعدة الغذائية التكميلية وغيره من برامج المساعدات الغذائية ة التي يتوقع أن تبلغ تكلفتها 772 مليار دولاروعلى مدى فترة العشر سنوات من عام 2013 إلى عام 2022.

### الأطفال
تمثل الاحتياجات الغذائية للأطفال الذين يعانون من الفقر عنصرًا هامًا في المساعدات الغذائية في الولايات المتحدة. ففي السنة المالية 2011 كان 45.1 في المائة من جميع المستفيدين من استحقاقات برنامج المساعدة الغذائية التكميلية  من الأطفال. بالإضافة إلى ذلك، يعد برنامج التغذية التكميلية الخاصة للنساء والرضع والأطفال محاولةً لضمان الرعاية الصحية والتغذية لاحتياجات النساء الحوامل والمرضعات ذوات الدخل المنخفض وأطفالهن دون سن الخامسة.
أنشأ قانون الغداء المدرسي الوطني البرنامج الوطني للغداء في المدارس في عام 1946 لضمان حصول الأطفال ذوي الدخل المنخفض على وجبة مدعومة بشكل كامل أو جزئي في منتصف يومهم الدراسي. ثم أدخلت تعديلات على البرنامج في عهد الرئيس ليندون جونسون مع سن قانون تغذية الطفل، الذي دمج برنامج الغداء المدرسي مع برنامج الحليب الخاص وأطلق برنامجًا وطنيًا للإفطار. وقد أكدت دراسات عديدة وجود صلة بين الأداء المدرسي وبرنامج الإفطار المدرسي. وفي الآونة الأخيرة، قام الرئيس باراك أوباما بتوقيع قانون صحة الأطفال الخالي من الجوع لعام 2010 ليصبح قانوناً لإعادة إقرار النفقات على برامج الغذاء للأطفال. ثم تم تعديل معايير التغذية لوجبات الإفطار والغداء في المدارس لأول مرة منذ 15 عامًا من خلال تمرير القانون لمواءمتها بشكل أوثق مع المبادئ التوجيهية الغذائية للأميركيين. وقد واجهت الحكومة الفيدرالية ضغوطًا متزايدة لتحسين الجودة الغذائية للوجبات التي يتم تقديمها في المدارس العامة على مدى العقود العديدة الماضية من مجموعة واسعة من مجموعات المناصرة مثل حملة المدارس الصحية للطاهي الشهير «جيمي أوليفر» «ثورة الطعام المدرسي» والتي أطلقت في «حديث تيد» في فبراير 2010. وقد نشأ بعض من هذا الضغط عن الجهود الفيدرالية في الثمانينيات لتوسيع تعريف المجموعات الغذائية المؤهلة فيما أصبح يعرف باسم جدل «الكاتشب كخضار» خلال إدارة ريجان.

### الأمريكيون الأكبر سنًا
أدت مخاوف حول كبار السن الذين يعيشون في الفقر في الستينيات إلى إنشاء برنامج تغذية المسنين في عام 1997. يقدم هذا البرنامج الممول اتحاديًا منحًا إلى وكالات الولاية والمنطقة حول الشيخوخة للمساعدة في تمويل تكلفة وجبات الطعام المجمعة والوجبات المنزلية المقدمة لكبار السن الذين يعيشون بشكل مستقل في المجتمع.و يتم إعادة إصدار البرنامج بشكل دوري بموجب قانون الأمريكيين المسنين وتدار من قبل إدارة الصحة وإدارة الخدمات البشرية للشيخوخة في الولايات المتحدة.
النشاط الرئيسي الممول في إطار الباب الثالث هو إعداد وتقديم وجبات مغذية للبالغين فوق سن الستين وأزواجهم. [العنوان الثالث – أ] يوفر التمويل للمنظمات القبلية تقديم خدمات وجبة مماثلة ويتم توزيع الوجبات من خلال آليتين:(1) يتم تسليمها إلى منازل كبار السن غير المتنقلين أو الذين يواجهون تحديات الرعاية الذاتية،(2)و الذين يعملون في مكان اجتماع مجموعة مثل مركز كبار، أو كنيسة، أو قاعة مجتمعية أو عامة مدرسة.
يتلقى كبار السن في المنزل وجبة واحدة في اليوم (قد يتم تضمين عدة وجبات طازجة ومجمدة في عملية توصيل واحدة)، ويتم تشجيع المجتمعات التي تقدم وجبات الطعام المتجمعة لتقديم وجبة على الأقل خمس مرات في الأسبوع. يجب أن تتوافق وجبات الطعام مع المقتطفات الغذائية المنتظمة والمبادئ التوجيهية الغذائية لوزارة الزراعة الأمريكية لكبار السن. في عام 2011 بلغت ميزانية برامج الباب الثالث 817.8 مليون دولار، وتم تقدم ما يقدر بنحو 2.6 مليون شخص حيث يتم تقديم المنح من قبل الإدارة المعنية بالشيخوخة إلى وكالات الدولة ومجالس المناطق المحلية حول الشيخوخة التي توفر مجموعة متنوعة من الخدمات الأخرى لكبار السن في مجتمعاتهم. ويعتمد البرنامج بشكل كبير على المتطوعين، ويعود توفير حوالي 10٪ لكل وجبة إلى العمل التطوعي. على مدى السنوات العشرين الماضية، تم تحويل المزيد من الأموال من دعم وجبة الطعام المجمعة إلى الأطعمة التي يتم توصيلها إلى المنازل، والتي يشار إليها غالبًا باسم الوجبات على العجلات. في حين أن الهدف من سياسة الجوار الأوروبية هو استهداف كبار السن ذوي الدخل المنخفض في المدن وكذلك في المناطق الريفية إذ لا يوجد أي اختبار لاستخدام هذه الخدمات؛ أراد واضعو التشريعات الأولية أن يحدوا من العوائق التي تحول دون استخدام كبار السن للبالغين.

### دور السمنة في المساعدات الغذائية
تتم المساعدة الغذائية في الولايات المتحدة في سياق فريد من نوعه نظرا لانتشار السمنة بين البالغين والأطفال. واعتبر أكثر من 69 في المائة من البالغين الأمريكيين الذين تتراوح أعمارهم بين 20 سنة وما فوق. زيادة الوزن أو السمنة في 2009-2010، تم تصنيف 12 في المائة من الأطفال الذين تتراوح أعمارهم بين 2-5 سنوات على أنهم بدناء. وقد وجدت الدراسات بعض الارتباطات بين انعدام الأمن الغذائي والسمنة بين النساء، ولكن النتائج المتعلقة بالرجال والأطفال كانت غير متناسقة. وقد تم اقتراح إطار لاستخدام هذه المعلومات لإعلام السياسات المحيطة باستحقاقات الطعام. يشير الإطار إلى أن استراتيجيات التعامل مع الضغوط الاجتماعية والنفسية والاقتصادية للفقر هي محور العلاقة بين الفقر والوضع غير الصحي للوزن.

### دور أسواق المزارعين
أدى القلق بشأن عدم الوصول إلى المنتجات الطازجة للعديد من المستفيدين من داخل المدينة لمزايا برنامج المساعدة الغذائية التكميلية  إلى محاولة لزيادة الدور الذي يمكن أن تلعبه أسواق المزارعين في تقديم الفواكه والخضروات الصحية لأولئك الذين يتلقون مساعدات غذائية. من عام 2005 إلى 2010، ارتفع عدد أسواق المزارعين المرخص بها والمجهزة لإدارة معاملات برنامج المساعدة الغذائية التكميلية  من 444 إلى 1611. يوفر برنامج التغذية لسوق المزارعين الرئيسيين تمويلاً للقسائم الممنوحة للمسنين المحتاجين لاستخدامها في الأسواق المحلية وموردي منتجات الطرق المعتمدة من كل ولاية.

### سلامة الغذاء
من حيث السياسة العامة، يمكن وصف سلامة الأغذية بأنها محاولة للحد من الملوثات في الإمدادات الغذائية. تقليديًا كانت الملوثات التي تثير القلق الأكبر مسببات الأمراض. ووفقًا لتقديرات عام 2011 من قبل مراكز السيطرة على الأمراض والوقاية منها، مرض 48 مليون شخص و 128000 في المستشفى و 3000 يموتون من الأمراض التي تنقلها الأغذية خلال كل عام. كان الجناة الخمسة الأوائل نوروفيروس، وسالمونيلا، وكلوستريديوم بيرفرينجنز، كامبيلوباكتر إس بي، وستافيلوكوكس أوريوس.
كتب مكتب المحاسبة العام العديد من التقارير تسلط الضوء على الأخطار الكامنة في نهج مجزأ لسلامة الغذاء في الولايات المتحدة. ينقسم التنظيم الفدرالي للسلامة الغذائية بشكل أساسي بين الوكالات في وزارة الصحة والخدمات الإنسانية ووزارة الزراعة، ولكن يتم تفويض بعض المسؤوليات إلى وكالة حماية البيئة، ووزارة التجارة، ووزارة الأمن الوطني. داخل إدارة الصحة والخدمات البشرية، فإن إدارة الغذاء والدواء مسؤولة عن سلامة معظم المنتجات الغذائية باستثناء اللحوم والدواجن والبيض المعالج. كما أن العقاقير الحيوانية وأعلاف المواشي جزء من ولاية السلامة الخاصة بإدارة الغذاء والدواء الأمريكية، في حين يتم رصد تفشي الأمراض المنقولة عن طريق الأغذية والتحقيق فيها من قبل مراكز مكافحة الأمراض والوقاية منها. في إطار وزارة الزراعة الأمريكية، يتم تكليف دائرة سلامة الأغذية والتفتيش بمراقبة السلامة والأمان والتوسيم الصحيح للحوم والدواجن والبيض المعالج. مطلوب من المفتشين أن يكونوا في الموقع في كل مجزر تقريبًا في الدولة عندما يتم تحضير الحيوانات للاستهلاك البشري. ونتيجة لذلك، تمتلك إدارة سلامة وتفتيش الأغذية ميزانية سنوية أكبر وتوظف عددًا كبيرًا من المفتشين أكثر من إدارة الأغذية والعقاقير، على الرغم من أن تفويض إدارة الأغذية والعقاقير أوسع بكثير. وتشمل وكالات وزارة الزراعة الأمريكية الأخرى التي لها دور في سلامة الأغذية، خدمة فحص صحة الحيوانات والنباتات، التي تهدف إلى الوقاية من الأمراض الحيوانية والنباتية في المنتجات المحلية والمستوردة، وخدمة التسويق الزراعي، وهي خدمة وظيفتها الأساسية هي تحديد الجودة والدرجات ومعايير التسويق لمنتجات الألبان والفواكه والخضروات واللحوم.
بالإضافة إلى مسببات الأمراض، تعتبر المضافات الكيميائية للأغذية مصدر قلق متزايد للأميركيين. يعرف المفهوم النقدي المتعلق بالإضافات الكيماوية في الغذاء بأنه معترف به بشكل عام على أنه آمن أو معترف به على أنه آمنة، وهو تسمية إدارة الأغذية والعقاقير للمواد الغذائية المعفاة من اختبار السلامة. يتم جمع ما يقرب من 12000 عينة من الفواكه والخضروات المتاحة للمستهلكين الأمريكيين كل عام واختبار بقاياها من المبيدات، ويتم نشر النتائج في برنامج بيانات مبيدات الآفات السنوي الذي تستضيفه وزارة الزراعة الأمريكية.
هناك عدة أنواع من أدوات السياسة التي يمكن استخدامها لمحاولة معالجة المخاطر الصحية التي تفرضها الزراعة ومعالجة الأغذية للاستهلاك. يمكن للحكومة تطوير قواعد العمليات التي تحدد بوضوح الإجراءات المناسبة للتعامل مع أطعمة معينة. تحدد معايير الأداء ومعايير الجودة التي يتم قياس الأطعمة ضدها، مثل درجات اللحم أو البيض. تعتبر قواعد وضع العلامات الغذائية، وبحوث سلامة الأغذية الممولة من الحكومة، وتثقيف المستهلك أدوات إضافية. يعد توفر إمكانية رفع دعاوى قضائية ضد الشركات المصنعة وضد  الممارسات السيئة في مجال السلامة حافزًا آخر للمنتجين ليأخذوا الرعاية المناسبة عند التعامل مع الأغذية ومعالجتها.

### وضع الأختام الغذائية

#### وضع ختم إدارة الغذاء والدواء
يتم توضيح متطلبات وضع الملصقات الغذائية في القانون الفيدرالي للأغذية، الأدوية، مستحضرات التجميل (مختصر FFDCA، FDCA، أوFD & C).وضع الملصقات الغذائية أمر ضروري لمعظم الأطعمة الجاهزة، وهو تطوعي للمنتجات الخام والأسماك. العلامة الأكثر تمييزًا هي ملصق حقائق التغذية الموجود في جميع الأطعمة الجاهزة. ويبين هذا حجم الحصة المقترح يليه المقدار لكل حصة من السعرات الحرارية والدهون والكولسترول والصوديوم والكربوهيدرات والبروتين وقائمة ببعض المغذيات الدقيقة الموجودة في الطعام. يتم تضمين المكونات أيضا على الملصق، المدرجة من أعلى الكمية إلى أدنى الكمية.
هناك أيضا متطلبات لعلامة الحساسية. طبقًا لقانون حماية المواد المسببة للحساسية وحماية المستهلك لعام 2004 (القانون العام 108-282، الباب الثاني)، يعاني 2٪ من البالغين و 5٪ من الرضع والأطفال من الحساسية الغذائية، و 90٪ من هذه الحساسية مرتبطة بالحليب والبيض والسمك والمحار والقشريات وجوز الشجرة والفول السوداني والقمح وفول الصويا. يجب أن تحتوي العلامات على قائمة من هذه المواد المثيرة للحساسية الغذائية الموجودة في المنتج، أو التي قد تكون ملامسة للغذاء أثناء الإنتاج.

##### وضع ختم وزارة الزراعة الأمريكية (USDA) وفق شروط منظمة

ختم وزارة الزراعة الأمريكية USDA. تم العثور على هذا الختم في جميع المنتجات الغذائية التي تتوافق مع لوائح NOP ليتم تسميتها "عضوي بنسبة 100٪" أو "عضوي".

تم العثور على هذا الختم على جميع المنتجات الغذائية التي تتوافق مع لوائح البرنامج العضوي الوطني  ليتم تسميتها «عضوي بنسبة 100٪» أو «عضوي».
وفقًا لـقانون إنتاج الأغذية العضوية والبرنامج العضوي الوطني:
- يمكن تسمية المنتج بـ «100٪ عضوي» إذا كان يحتوي فقط على مكونات عضوية ومعالجة.
- يتم استخدام التصنيف «عضوي» للمنتجات التي تحتوي على 95٪ من المنتجات العضوية على الأقل.
- يمكن تصنيف المنتجات المكونة من 70٪ من المكونات العضوية على الأقل «مصنوعة بمكونات عضوية».

#### شروط غير منظمة
لا يتم تنظيم بعض مصطلحات وضع العلامات الواقعية. تشمل هذه الشروط ما يلي:
- لا تستخدم أدوية أو هرمونات النمو
- النطاق الحر / خلو القفص
- حصاد مستدام

يمكن إضافة استخدام هذه المصطلحات على الملصقات في محاولة لتحسين التسويق للمنتج.

### التوجيه الغذائي
يشير المستهلكون إلى شكوك حول جودة المشورة الغذائية بشكل عام، مما يشير في كثير من الأحيان إلى الارتباك بسبب تضارب معلومات التغذية من مصادر مختلفة. يتولى مركز سياسة التغذية  والترويج داخل وزارة الزراعة الأمريكية مراجعة الأدبيات العلمية والتوصل إلى اتفاق بشأن سلسلة من الاختيارات والسلوكيات الغذائية التي يتم تجميعها وإصدارها كل خمس سنوات باعتبارها المبادئ التوجيهية الغذائية للأمريكيين. وتلتقي اللجنة الاستشارية للسياسات الغذائية لعام 2015 حاليًا وتتوقع نشر إرشادات جديدة في خريف عام 2015. يُدعى عامة الناس إلى تقديم التعليقات إلى اللجنة الاستشارية، والتي تنشر على الموقع الإلكتروني لمركز سياسات التغذية والترويج. تأتي التعليقات المقدمة من المؤسسات الأكاديمية، والأطباء الأفراد، وأفراد الجمهور، والصناعات التي لها حصة في الإرشادات. على سبيل المثال، من بين الذين قدموا شهادة شفوية إلى اللجنة التي طورت المبادئ التوجيهية لعام 2010، كان ممثلو السكر ومصايد الأسماك ومنتجات الألبان والبيض ولحم الخنزير ولحم البقر وأطعمة الصويا وصناعات الإنتاج. ومن بين الآخرين الذين عرضوا شهاداتهم مجلس التغذية المسؤولة، وجامعة واشنطن، ورابطة القلب الأمريكية، ومشروع السرطان، ومعهد الأغذية التقني ، والاتحاد النباتي في أمريكا الشمالية. على الرغم من أن فتح المبادئ التوجيهية للغذاء مفتوح أمام المدخلات العامة، إلا أنه مثال على سياسة الغذاء التي صدرت فقط داخل الفرع التنفيذي للحكومة الفيدرالية.
لأكثر من عقد من الزمان، كانت الإرشادات الغذائية موضحة بهرم غذائي، لكن إرشادات عام 2010 كانت مصحوبة برسم جديد، برنامج المساعدة الغذائية التكميلية  فيحاول هذا الرسم إظهار ممارسات التغذية السليمة في الإشارة إلى إعداد المكان، يتم رسم خمس مجموعات غذائية - الفواكه والخضروات والحبوب والأطعمة البروتينية والألبان - بنسب مثالية لكل وجبة. تشير التقارير الدورية من الوكالات الحكومية، والدراسات الاستقصائية، والدراسات إلى أن سكان الولايات المتحدة لا يلتزمون بإرشادات الحكومة الغذائية، يأكل الأمريكيون كميات غير كافية من الفواكه والخضراوات ويستهلكون الكثير من الأطعمة التي تحتوي على كميات كبيرة من الدهون غير الصحية والسكريات المضافة والكحول. كما هو الحال مع المساعدة الغذائية، يتم وضع المبادئ التوجيهية الغذائية في بيئة تدرك بشكل متزايد المخاطر الصحية التي تواجهها الأمة بسبب العدد المتزايد من الأفراد الذين يعانون من زيادة الوزن والسمنة، في حين يعمل حقل التغذية والصحة العامة بشكل وثيق مع نموذج إيكولوجي اجتماعي يضع محددات السلوك الفردية والاختيارات في سياقاتها العائلية والمجتمعية، فإن المبادئ التوجيهية الغذائية للأمريكيين موجهة فقط إلى السلوكيات الفردية حول الغذاء والمدخول الغذائي والنشاط البدني.

## أنصار السياسة (الحكومة غير الأمريكية)

### الدعوة والائتلافات
يمكن وصف كل مواطن من مواطني الولايات المتحدة بأنه صاحب مصلحة في السياسة الغذائية، إلا أن مصالح الصناعة الزراعية والغذائية عموماً هي الجهات المهيمنة عندما تدعو إلى وضد التشريعات والأنظمة على المستوى الفيدرالي ؛ كما يلعب دعاة الصحة العامة ومجموعات مصلحة المستهلك دوراً، غالباً ما تكون الإجراءات التي تتخذها الحكومة الفيدرالية بشأن سياسة الغذاء أكثر أهمية للمزارعين ومصنعي الأغذية أو الموزعين لأن دخلهم مستمد من هذه الأنشطة الاقتصادية، في حين أن المستهلكين في الولايات المتحدة لا ينفقون سوى 10 بالمائة من دخلهم على الغذاء، هذا بشكل عام يجعل المزارعين أو التنفيذيين في صناعة الأغذية أسهل في التنظيم حول قضايا السياسة أكثر من عامة الجمهور. المنظمات غير الربحية التي تقبل التبرعات الخيرية والتي يتم تنظيمها بموجب المادة 501 (ج) (3) من قانون خدمة الإيرادات الداخلية محدودة في الأموال التي يمكن أن تنفقها على أنشطة الضغط تحت الرمز، في حين أن الشركات الربحية والجمعيات التجارية لا تواجه نفس القيود، ونتيجة لذلك، تعمل بعض المجموعات الخيرية التي لها حصة في قرارات سياسة الغذاء الأمريكية على إنشاء منظمة منفصلة لأغراض الضغط وإنشاء آلية تمويل لا تشمل التبرعات الخيرية المخصومة من الضرائب، يتم تعقب الأموال التي تنفقها الصناعة ومجموعات المصالح الأخرى على جماعات الضغط والحملات السياسية ويتم إتاحتها بشكل عام من قبل مركز السياسة غير المستجيبة غير الربحي من خلال موقعها الإلكتروني «أسرار مفتوحة».

### مجالس السياسات الغذائية
كما تعمل العديد من مجالس السياسات الغذائية على تثقيف الجمهور، وتشكيل السياسة العامة، وحتى إنشاء برامج جديدة. قامت العديد من الولايات والمناطق والمدن والمنظمات الأخرى بتشكيل مجالس السياسات الغذائية الخاصة بها. تقوم الحكومة بتكليف بعض هذه المراكز المالية، بينما يقوم البعض الآخر بجهود تعاونية من قبل المنظمات الشعبية، كانت أول مجالس السياسات الغذائية الشعبية هي لجنة هارتفورد الاستشارية للسياسات الغذائية التي تأسست في عام 1991  ومجلس مارين لسياسات الغذاء الذي أنشئ في عام 1998. تم العثور على بعض المجالس في الجامعات، مثل مركز رود للسياسة الغذائية والسمنة في جامعة ييل.
تشمل مجالس السياسات الغذائية الذي تديره الدولة:
- مجلس سياسة الغذاء في ألاسكا
- مجلس السياسة الغذائية في أركنسو
- مجلس السياسات الغذائية في كونيتيكت
- مجلس السياسات الغذائية في فلوريدا
- مجلس السياسة الغذائية بجورجيا
- هاواي مجلس السياسات الغذائية
- مجلس إلينوي للمأكولات والمزارع والوظائف
- مجلس سياسات الأغذية التابع لثلاث دول (إيلينوي، أيوا، ميسوري)
- مجلس ايوا لانظمة الاغذية
- مجلس السياسة الغذائية بولاية كانساس
- ماساتشوستس سياسة الغذاء التحالف
- مجلس السياسة الغذائية ميشيغان
- ميسيسيبي مجلس السياسات الغذائية
- مجلس مونتانا نظام الغذاء
- مجلس سياسات الأغذية والزراعة في نيو مكسيكو
- مجلس ولاية نيويورك للسياسة الغذائية
- المجلس الاستشاري المحلي للغذاء المحلي في ولاية كارولينا الشمالية
- المجلس الاستشاري لسياسات ولاية أوهايو
- مجلس السياسة الغذائية في كارولينا الجنوبية
- مجلس فرجينيا للنظام الغذائي

### مبادرات الصناعات الغذائية
لا تنشأ جميع السياسات التي تشمل الغذاء في السوق العامة داخل الحكومة، كما وضعت صناعة الأغذية معايير لنفسها من وقت لآخر، في كثير من الأحيان، تنبع هذه الجهود التطوعية من مخاوف الصناعة، من أنها قد تواجه لوائح أكثر قسوة أو جزئية من الجهات التنظيمية الفيدرالية أو الحكومية.

### مبادرة فاكت أب فرونت ”Fact Up Front”
إن”Fact Up Front” هي مبادرة مؤلفة من جمعية مصنعي البقالة تم تصميمها لتبسيط المعلومات التغذوية الخاصة بالمنتجات ذات الملصق الأمامي  الذي يسلط الضوء على السعرات الحرارية والدهون المشبعة والصوديوم والسكريات في خدمة واحدة. أطلقت هذه الصناعة في بادئ الأمر «مفاتيح التغذية»، واتخذت هذا الإجراء في وقت أعربت فيه الوكالات الفيدرالية عن قلقها من احتمال حدوث ارتباك للمستهلك ينبع من محاولات متنافسة لتبسيط المعلومات التغذوية على السلع المعبأة. اتهم الكونغرس ومراكز السيطرة على الأمراض معهد الطب بإجراء دراسة مع التركيز على توصيات لتوحيد هذه التصنيفات، وتم إصدار تقرير في أكتوبر 2011، تم إطلاق مبادرة جمعية مصنعي البقالة في يناير 2011. والامتثال تطوعي.

### مبادرة إعلانات الطعام والشراب للأطفال
وقد دعا هذا الجهد التطوعي، الذي أطلق في عام 2007، مصنعي الأغذية إلى وضع معايير غذائية للمنتجات الغذائية التي يعلنون عنها أثناء برامج الأطفال. ونظمت هذه المبادرة من خلال مكتب الأعمال الأفضل، وتم انتقادها على نطاق واسع من قبل دعاة التنظيم الفيدرالي للإعلان للأطفال تم إصدار بطاقة النتائج التي وضعها مركز رود للسياسات الغذائية والسمنة في جامعة ييل لمتابعة التغييرات في الإعلان عن الحبوب للأطفال في عام 2012 وغطت التغييرات خلال الفترة من 2008 إلى 2011. ومن بين النتائج: إجمالي الإنفاق على وسائل الإعلام للإعلان عن الطفل زادت الحبوب الاستهلاكية بنسبة 34 في المائة، وزادت إنفاق شركات الحبوب على التلفزيون الناطق باللغة الإسبانية بأكثر من الضعف في تلك الفترة الزمنية، وأطلقت شركتان للحبوب إعلانات جديدة في ألعاب الفيديو أو مواقع الإعلانات على الإنترنت، ومعظم أغذية الأطفال التي تُشاهد على شاشة التلفزيون تتألف من الثلث أو أكثر من السكر، وقد تحسنت التغذية الكلية لـ 13 علامة تجارية من 16 علامة تجارية، وتعرضت إعلانات الأطفال في مرحلة ما قبل الالتحاق بالمدارس إلى 6 في المائة.

## السياسات الغذائية
المقال الرئيسي: سياسات الغذاء
كما هو الحال مع العناصر الفاعلة الأخرى في ساحة السياسة العامة، يجب على صانعي السياسات الغذائية أن يأخذوا في الاعتبار مجموعة متنوعة من جداول الأعمال السياسية والاجتماعية والبيئية والاقتصادية التي تؤثر على الإمدادات الغذائية للأمة، تلعب السياسات الغذائية، محليًا ودوليًا على حد سواء، دورًا هامًا في وضع جدول الأعمال، ووضع القواعد، والتنفيذ. إن السياسة تلعب دورها على مجموعة متنوعة من الجبهات المختلفة، حيث أن احتياجات السكان من الحصول على الغذاء الذي يمكن الاعتماد عليه، والآمن، وبأسعار معقولة، متوازنة مع الرغبة في ضمان حصول المزارعين على حياة قابلة للحياة.

## جدول المعايير
| يمكن الحكم على نظام غذائي من خلال ما إذا كان                                       | يمكن الحكم على نظام غذائي من خلال ما إذا كان                                       | يمكن الحكم على نظام غذائي من خلال ما إذا كان                                                         |
| ---------------------------------------------------------------------------------- | ---------------------------------------------------------------------------------- | --- |
| فعال من الناحية الفنية في الأسعار الاجتماعية                                       | جيد للتغذية                                                                        | يوفر الأمن                                                                                           |
| هناك كفاءة تخصيص في الأسعار الاجتماعية                                             | يدعم مستويات التعليم العالي                                                        | يقلل من الحساسية                                                                                     |
| يؤدي زيادة استهلاك الفقراء إلى تمكين الناس من الحصول على وضع جيد للاستدامة البيئية | يؤدي زيادة استهلاك الفقراء إلى تمكين الناس من الحصول على وضع جيد للاستدامة البيئية | يؤدي إلى زيادة الاحتفاظ بالأصول من قبل الفقراء تمكن الناس من الحصول على كرامة يعزز المساواة بشكل عام |
| مفيد للصحة                                                                         | يمكن الناس من الحصول على الحقوق                                                    | يعزز الاندماج الاجتماعي                                                                              |
| يعزز المساواة بين الجنسين                                                          | يمكن الناس من التأثير                                                              | يدعم الحرية                                                                                          |

## النزاعات
للسياسة الغذائية عوامل سياسية واقتصادية تساهم في مواجهة التحديات التي تواجهها، فالسياسة الغذائية لا تعتمد بالكامل على السياسة، لكن السياسة لها تأثير، عادةً ما تكون البلدان التي لها دورًا سياسيًا أكثر تأثيرًا على حل القضايا التي تتعامل مع الجوع والفقر، وقد لا تكون للبلدان التي لديها مشاركة سياسية أقل علاقة كبيرة بسياسة الغذاء.
يمكن العثور على حل للجوع والفقر عن طريق زيادة كمية الطعام لكل فرد، ويعتمد المبلغ المطلوب زيادته على كمية الطعام المطلوبة لتنفيذ المهام اليومية، بعض التحديات التي يواجهها هذا الحل هي: امتلاك ما يكفي من المال لتحمل تكاليف الغذاء، والحصول على الإمدادات الغذائية، والحصول على ما يكفي من الأطعمة الغذائية.
أيضًا، يمكن أن يكون القدرة علي التمييز بين أي الأطعمة التي تشتري وأيضا يمكن أن يكون مشكلة، هذه كلها عوامل يمكن أن تتسبب في فشل سياسة الغذاء.
تشمل سياسة الغذاء كلاً من المستهلكين والمنتجين، فإذا كانت الأسعار مرتفعة للغاية بالنسبة للمستهلكين لشراء المنتجات الغذائية، فإنها تقلل من المبلغ حتى يمكنهم شراؤها، ارتفاع أسعار المواد الغذائية يمكن أن يسبب للأسر ذات الدخل المنخفض اتباع نظام غذائي أقل جودة، يعتمد المنتجون على أسعار الغذاء للدخل، وبالتالي لا يستطيعون جعل الأسعار منخفضة لدرجة تجعلهم غير قادرين على البقاء على قيد الحياة، هناك خط رفيع بين العرض والطلب، مما يخلق تحديًا لسياسة الغذاء.

## اقرأ أيضًا
- دعم زراعي
- طعام
- صناعة الغذاء
- صحة عالمية
- تغذية